# كونستانس داولنغ
كونستانس داولنغ (بالإنجليزية: Constance Dowling)‏ (و. 1920 – 1969 م) هي عارضة، وممثلة مسرحية، وممثلة تلفزيونية، وممثلة أفلام أمريكية، ولدت في نيويورك، توفيت في لوس أنجلوس، عن عمر يناهز 49 عاماً، بسبب نوبة قلبية.

## وصلات خارجية
- كونستانس داولنغ على موقع IMDb (الإنجليزية)
- كونستانس داولنغ على موقع ألو سيني (الفرنسية)
- كونستانس داولنغ على موقع أول موفي (الإنجليزية)
- كونستانس داولنغ على موقع قاعدة بيانات برودواي على الإنترنت (الإنجليزية)
- كونستانس داولنغ على موقع قاعدة بيانات الأفلام السويدية (السويدية)
- كونستانس داولنغ على موقع قاعدة بيانات الفيلم (الإنجليزية)
- كونستانس داولنغ على موقع كينوبويسك (الروسية)